# Araxe (périodique illustré)
Ne doit pas être confondu avec Araxe.
Araxe (arménien : Արաքս, en référence à l'Araxe) est un périodique illustré en langue arménienne publié entre 1952 et 1955 à Paris.

## Historique
Araxe paraît pour la première fois le 25 novembre 1952 à Paris. Ce périodique est publié les 5, 15 et 25 de chaque mois entre 1952 et 1954, puis une fois par mois en 1955.
On y trouve, généralement sous forme de bande dessinée, des extraits d’œuvres pour enfants d'écrivains arméniens comme Hovhannès Toumanian, Avetik Issahakian ou Khnko Aber, mais aussi des fables, des chansons, des poèmes, etc.
L'objectif d'Araxe est d'éduquer ses jeunes lecteurs à l'histoire des Arméniens et de l'Arménie, notamment à travers des publications sur l'art et la culture d'Arménie soviétique.
Araxe disparaît en juin 1955 au bout de 99 numéros.